# Dörnthaler Teich
Der Dörnthaler Teich (im 19. Jahrhundert auch Gläserteich) ist eine wasserwirtschaftliche Anlage der Revierwasserlaufanstalt Freiberg. Er liegt südlich von Dörnthal, einem Ortsteil der Stadt Olbernhau im Erzgebirgskreis in Sachsen. 

## Beschreibung
Der Kunstteich wurde ursprünglich zwischen 1787 und 1790 für den Freiberger Bergbau anlegt und dient heute der Trinkwasserversorgung von Freiberg, Chemnitz und auch Dresden sowie dem Hochwasserschutz. Die gestauten Gewässer sind der Haselbach und der Kunstgraben mit seinen beiden Röschen vom Dittmannsdorfer Teich. Der Stausee ist seinem Entstehungszwecke nach über Kunstgräben mit anderen Anlagen der Revierwasserlaufanstalt verbunden. So mit dem Dörnthaler Kunstgraben, welcher Wasser zum Obersaidaer Kunstgraben am Obersaidaer Teich überleitet und von dort weiter bis nach Freiberg liefert.
Der Dörnthaler Teich hat von diesen Anlagen das höchste Absperrbauwerk. Dieses ist ein Erdschüttdamm mit Lehmkern mit einer Tarrasmauer an der Wasserseite.
Am Stausee gibt es keine Freizeitmöglichkeiten, abgesehen vom Wandern.

## Geschichte
Zur Geschichte des Dörnthaler Bergwerksteiches schreibt August Schumann im Lexikon von Sachsen zu Beginn des 19. Jahrhunderts u. a.: Der Bau desselben nahm seinen Anfang am 7. Mai 1787 und wurde, bis auf einige Nebenverdinge, ebenfalls zu Ende des Jahres 1789 vollendet. Dieser Teich hat gleich von seinem ersten Anfange an die Aufmerksamkeit der Kenner auf sich gezogen. Der Umfang dieses Teiches ist sehr beträchtlich, denn er enthält einen Flächenraum von 20 Scheffel Aussaat; seine Tiefe aber ist noch bemerkenswerter, denn der Damm ist vom Rasen bis zur Teichkappe 20 ½ Elle hoch. Die Breite des Damms beträgt unten 64, oben 24 Ellen; er ist von Leim und Letten aufgerammelt. Er hat einen oval gemauerten Striegelschacht und ein steinernes 69 Ellen langes Gerinne. Letzteres ist aus jedesmal 3 Ellen langen gut in einander gefügten Felsenstücken aus den Steinbrüchen von Wiesa bei Chemnitz, zusammengesetzt und inwendig noch überdies mit eingeschobenen kupfernen Hülsen versehen. In der Striegelschacht wird mit einer Schraube ohne Ende der Zapfen des Gerinnes gehoben; je nachdem man auf mehr oder weniger Räder in Freiberg Wasser braucht, welches man oben an der Schraube genau messen kann. Die Terrassenmauer des Teiches dient zur Zurückwerfung der Wellen; und um zu verhindern, daß sie von Stürmen nicht über den Damm heraus geworfen werden, so ist dieselbe in einer einwärts gebogenen krummen Linie aufgeführt. Um den Teich gegen Überschwemmungen und Ausreißen des Damms sicher zu stellen und um nach Gefallen seine Wassermenge zu vermehren oder vermindern, hat man in der größten, 18 Ellen betragenden Höhe des Teichspiegels einen Haupt-, Grenz- und Flutgraben herumgeführt, mittelst dessen das Wasser augenblicklich dem Teiche zugeführt oder ihm genommen werden kann.
Weil in trockenen Jahren aber der Dörnthaler Teich und Kunstgraben, nebst den übrigen Bergteichen, bei weitem nicht hinlänglich sind, die Gezeuge im Umtriebe zu erhalten, so arbeitet man seit längerer Zeit daran, das Wasser der Flöha für diesen Zweck zu gewinnen. Dazu wurde durch einen unterirdischen Kanal oder eine Rösche, der Friedrich Bennostolln genannt, der Anfang gemacht. Dieser fängt gleich oberhalb des Dörnthaler Teiches an und soll erst bei Pfaffroda zu Tage kommen. Bis zum Jahr 1804 war er 359 Lachter weit gediehen und die Arbeit wurde täglich fortgesetzt. Man hat auch angefangen, diesem unterirdischen Kanal da, wo er zu Tage kommen soll, rückwärts entgegen zu arbeiten, man war damit in der angegebenen Periode 40 Lachter vorgerückt und hoffte diese Arbeit bald zu vollenden. Der Friedrich Bennostolln übertrifft, in Ansehung der Höhe, selbst die besten Anlagen dieser Art in England; denn er ist 4 Ellen hoch, so daß man hineinreiten kann; wo nicht fester Felsen ist, hat man ihn gewölbt und das Wasser kann angestaut werden, um Schutt und Steine heraus zu schiffen. Mehrere englische unterirdische Kanäle sind zwar auch mit Kähnen zu befahren, man muß aber, weil sie nicht Höhe genug haben, dabei auf dem Bauche liegen. Um den Endpunkt, nämlichj das Flöhawasser zu erreichen, dürfte wohl noch eine 30jährige Arbeit nötig sein. Wenn man einmal damit zu Stande sein wird, kann der Umfang der zum Betrieb der Gruben des Freiberger Reviers bestimmten Kanäle über 40.300 Lachter Länge betragen; worunter gegen 5000 Lachter unterirdische, im Gestein fortgesetzte, Wasserleitungen sich befinden.

## Galerie

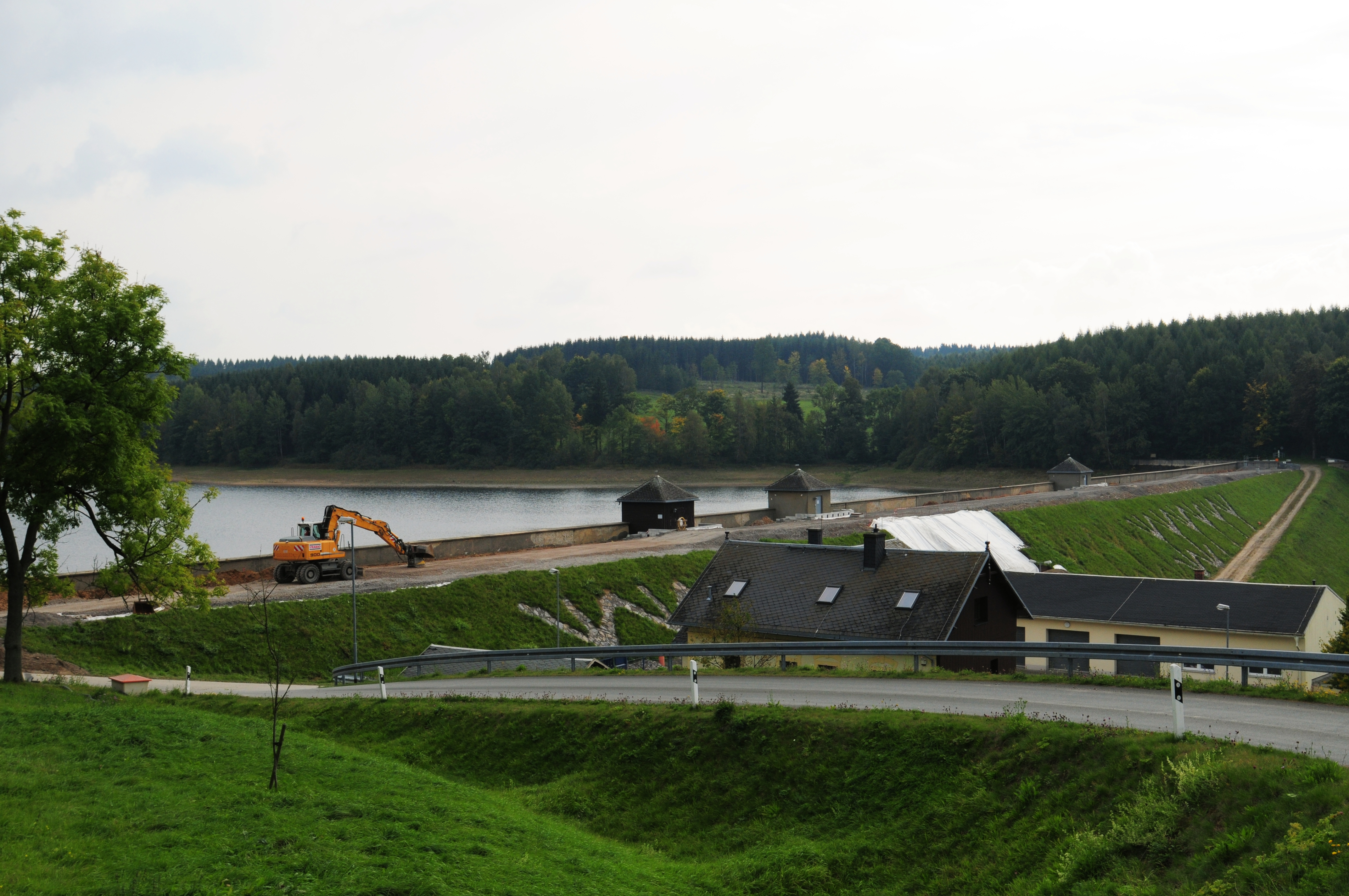
Blick zum Damm des Kunstteiches
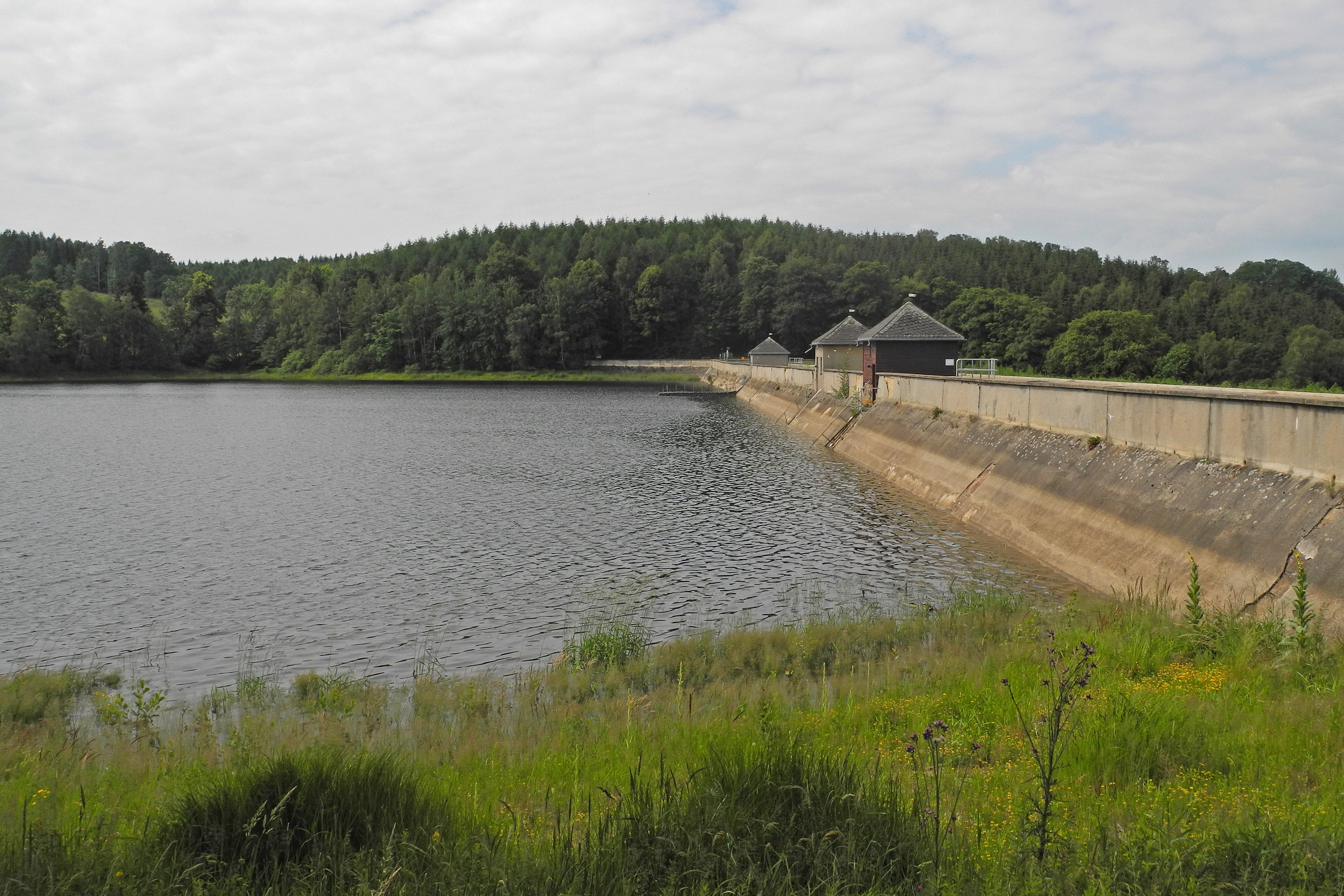
Staudamm Wasserseite
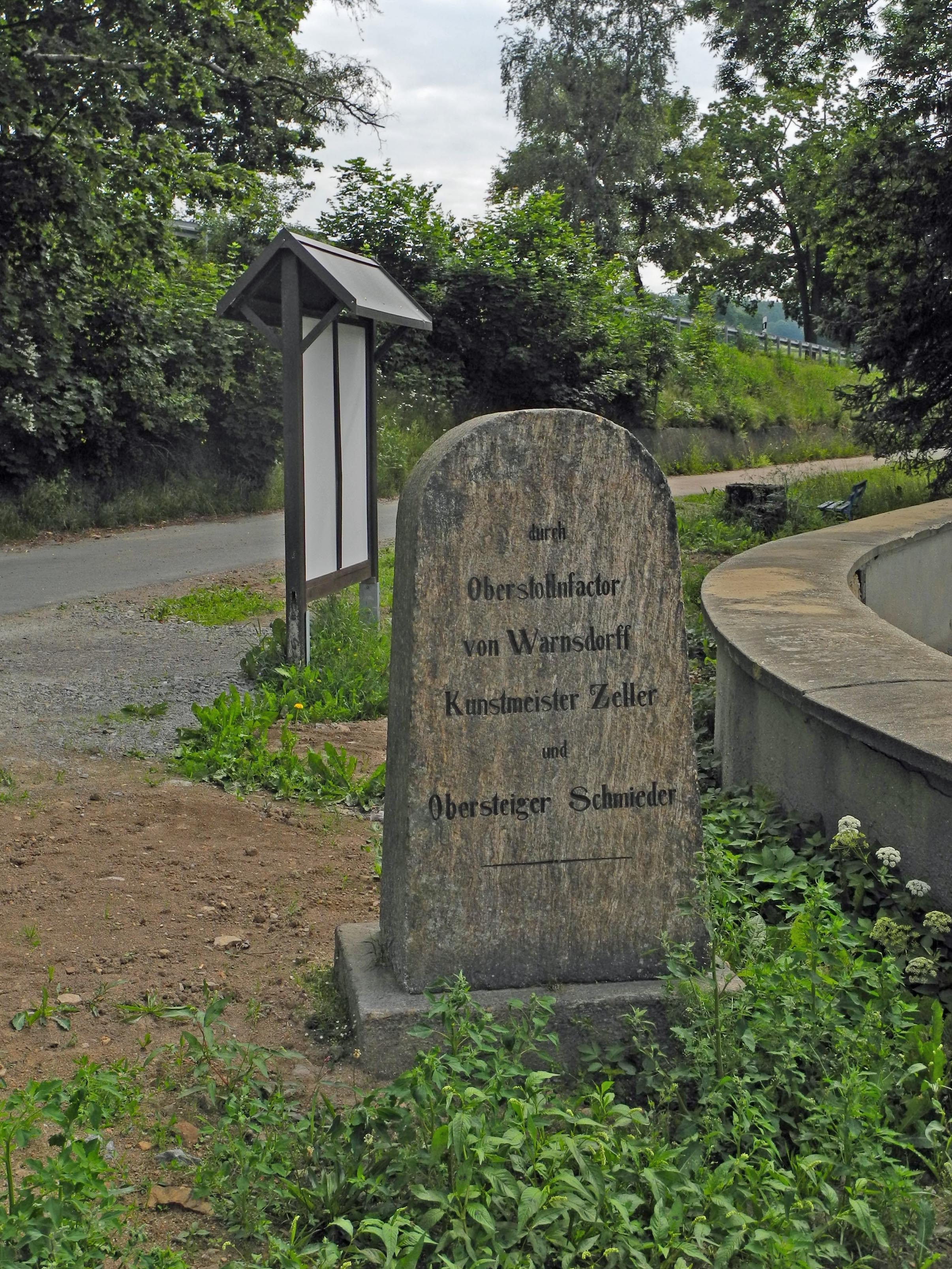
Gedenkstein zur Errichtung des Kunstteiches
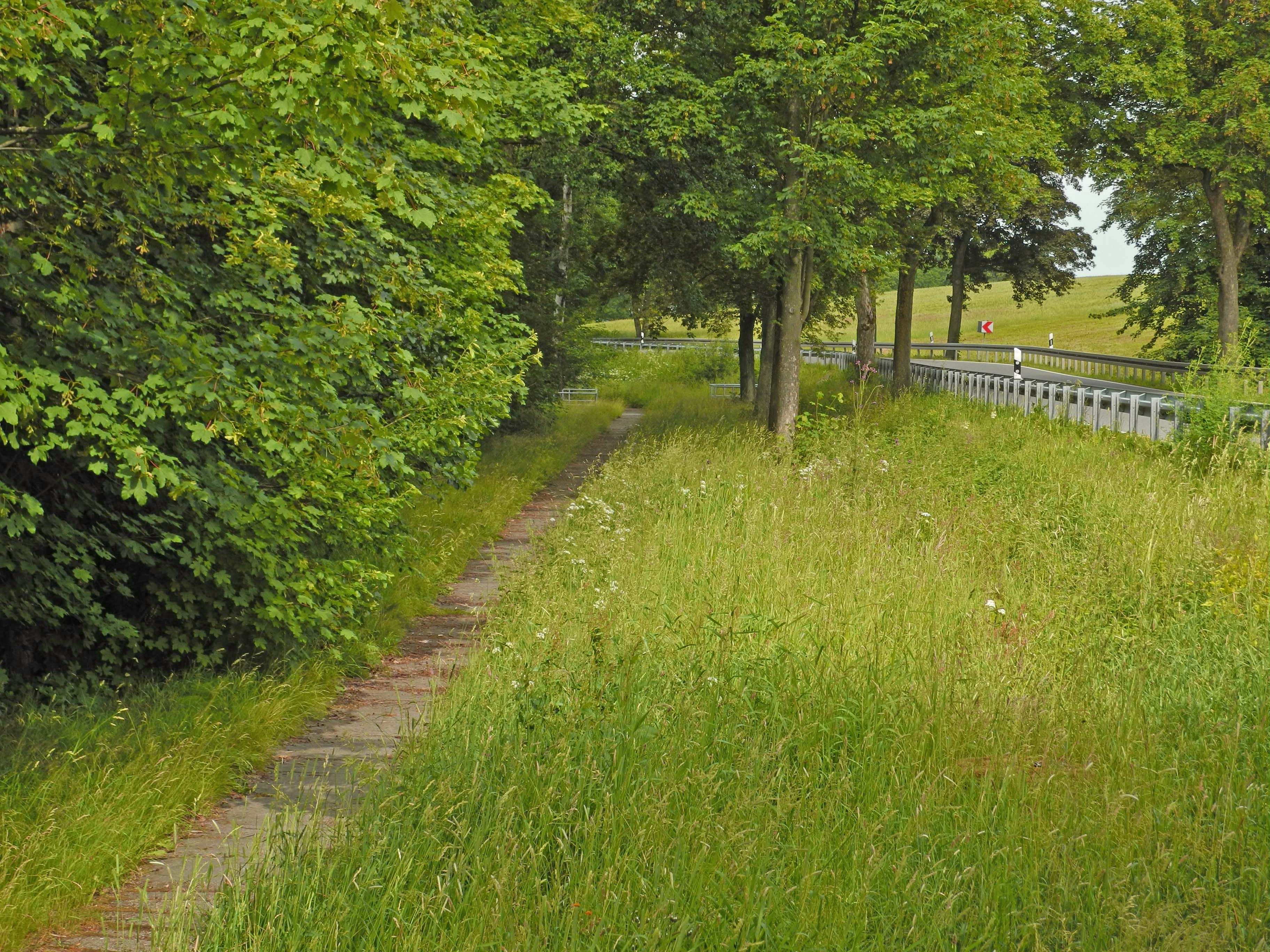
Umgehungsgraben am Ostrand des Kunstteiches